# Pierre van Basselaere
Pierre van Basselaere, né le 26 juin 1915, est un joueur belge de basket-ball.